# طبقه‌بندی باوتز – مورگان
طبقه‌بندی باوتز- مورگان در سال ۱۹۷۰ توسط لورا پی باوتز و ویلیام ویلسون مورگان برای دسته‌بندی خوشه‌های کهکشانی بر اساس مورفولوژی (ریخت‌شناسی) آن‌ها ایجاد شد. این طبقه‌بندی نوع اصلی را تعریف می‌کند: نوع ۱ (Type I)، نوع ۲ (Type II) و نوع ۳ (Type III) و همین‌طور انواع میانی آن‌ها مثل نوع ۱–۲ (Type I-II) و نوع ۲–۳ (Type II-III) نیز مجاز است. هم چنین نوع ۴ (Type IV) هم در ابتدا پیشنهاد شد، اما قبل از انتشار مقاله نهایی، حذف شد.

## طبقه‌بندی
- یک خوشه نوع ۱، تحت سلطه یک کهکشان cD درخشان، بزرگ و پرجرم است. به عنوان مثال آبل ۲۰۲۹ و آبل ۲۱۹۹.
- یک خوشه نوع ۲، شامل کهکشان‌های بیضوی است که درخشندگی آن‌ها نسبت به خوشه، در مقایسه با نوع I و III متوسط است. خوشه کما نمونه ای از نوع II است.
- یک خوشه نوع ۳، هیچ عضو چشمگیری ندارد، مانند خوشه دوشیزه. خوشه‌های نوع ۳ دارای دو دسته‌بندی زیرمجموعه است، نوع ۳ای (IIIE) و نوع ۳اس (IIIS)
  - خوشه‌های نوع IIIE حاوی مارپیچ‌های غول پیکر نیستند
  - خوشه‌های نوع IIIS حاوی مارپیچ‌های غول پیکر هستند
- نوع چهار هم که منسوخ شد برای خوشه‌هایی منظور شده بود که درخشان‌ترین اعضای آن بیشتر از نوع مارپیچ بودند.[۲]

## مثال‌ها
| نوع                   |  | مثال       |
| --------------------- |  | ---------- |
| نوع ۱ (Type I)        |  | آبل ۲۱۹۹   |
| نوع ۱–۲ (Type I-II)   |  | آبل S740   |
| نوع ۲ (Type II)       |  | خوشه کما   |
| نوع ۲–۳ (Type II-III) |  | آبل ۱۶۸۹   |
| نوع ۳ (Type III)      |  | خوشه سنبله |
| نوع ۳ اس (Type IIIS)  |  |            |
| نوع ۳ ای (Type IIIE)  |  |            |